# Carlos Slim
Carlos Slim Helú (Ciudad de México, 28 de enero de 1940) es un empresario e ingeniero mexicano. Es el decimonoveno hombre más rico del mundo, ya que posee bienes que ascienden a los 98 100 millones de dólares, lo cual representa alrededor del 6% del producto interno bruto de México y lo convierte en la persona más rica de México y de América Latina. Entre 2010 y 2013 fue la persona más rica del mundo según la revista Forbes.
El conglomerado corporativo de Slim abarca numerosas industrias y servicios, notablemente en materia de las telecomunicaciones de diversos países de América, aunque también se extienden a la manufactura, transporte, construcción, el sector inmobiliario, cadenas de tiendas, el sector financiero, energía, minería, salud, deportes y medios de comunicación.

## Biografía
Hijo de Julián Slim Haddad (nacido Khalil Salim Haddad Aglamaz) y de Linda Helú Atta, ambos cristianos maronitas del Líbano, Carlos Slim Helú se tituló como ingeniero civil en la Universidad Nacional Autónoma de México, donde presentó la tesis Aplicaciones de la Programación Lineal en Ingeniería Civil, además impartió álgebra y programación lineal en la misma casa de estudios.
A principios de los años ochenta y en medio de una crisis que paralizó a México y con fugas de capitales históricas, Slim y su grupo realizaban inversiones fuertes en el país, y adquirieron varias empresas.
La actividad de Carlos Slim se ha venido diversificando en varios sectores. En 1997 adquirió acciones de Apple Inc., justo antes del lanzamiento de la iMac, con lo que logró multiplicar su fortuna.
En 1997 adquirió Prodigy, un proveedor estadounidense de Internet. Carlos Slim logró hacer de esta empresa un poderoso servidor de diversos servicios de Internet hasta lograr una alianza con MSN, lanzando un portal en español de la mano con Microsoft.
El 10 de septiembre de 2008 compró un 6,4 % del periódico estadounidense The New York Times, es decir 9,1 millones de acciones, por un valor aproximado de 123 millones de dólares. Según Slim, este fue un movimiento estrictamente financiero. Con esta participación accionaria se convirtió en el tercer accionista más grande de la compañía, después de la familia Ochs-Sulzberger, quienes han mantenido el control accionario del Times desde 1898, y del fondo de cobertura Harbinger Capital Partners.
En 2012 su empresa Grupo Carso se hizo accionista mayoritario (35 % de las acciones) del equipo de fútbol español Real Oviedo y del 30 % de los equipos mexicanos de fútbol Club León y Club de Fútbol Pachuca.

## Familia
Slim es viudo y tiene seis hijos: Carlos, Marco Antonio, Patricio, Soumaya, Vanessa y Johanna. Tres de ellos (Carlos, Marco Antonio y Patricio) manejan los negocios de su padre. Su esposa, Soumaya Domit, falleció el 7 de marzo de 1999.

## Fortuna y obras

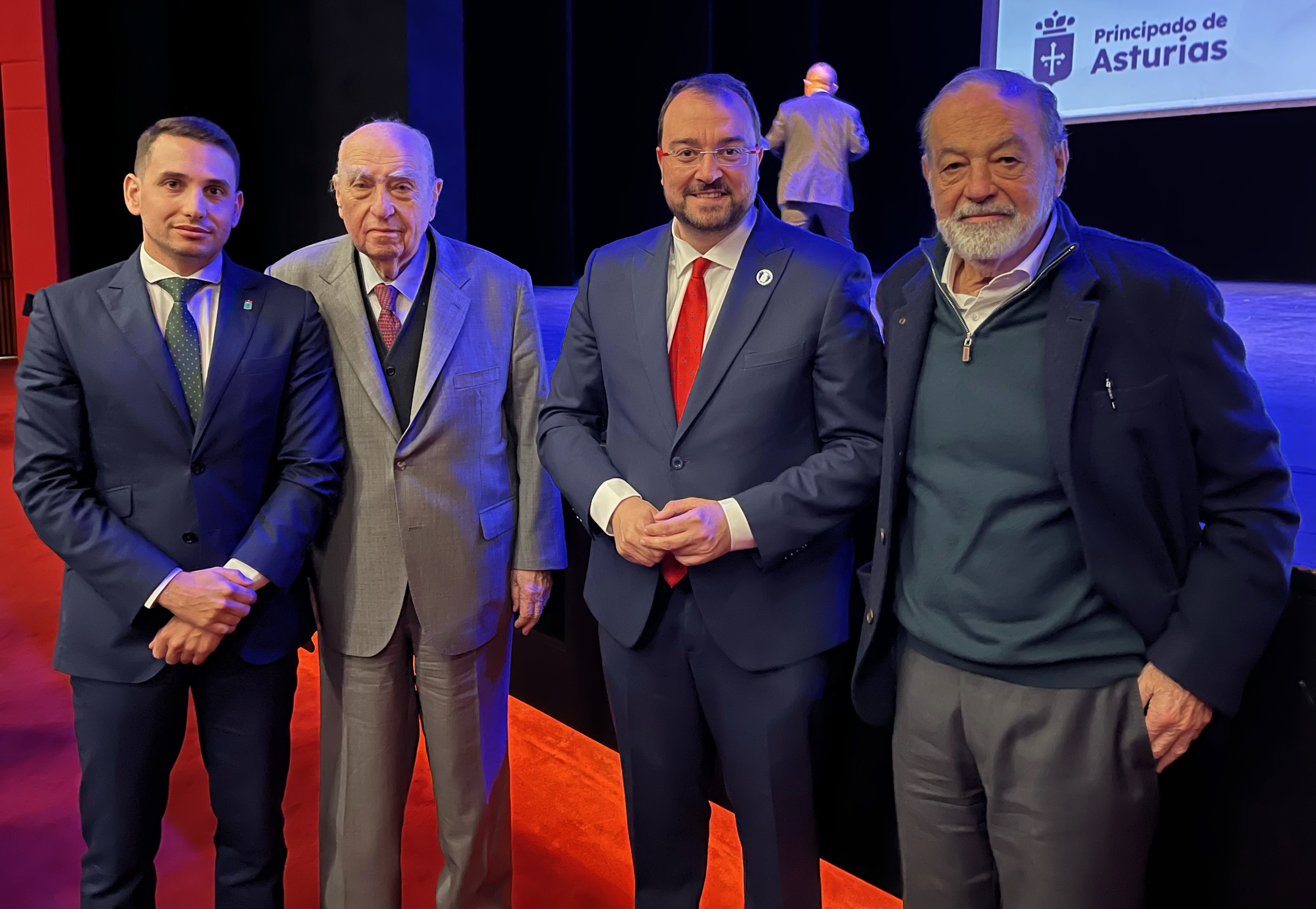
Carlos Slim, Adrián Barbón, Julio M. Sanguinetti, Juan M RiesgoVialás. Octubre 2023

De acuerdo con un análisis financiero del portal de Internet "Sentido Común", publicado el 6 de enero de 2010, la fortuna de Carlos Slim aumentó en 15 500 millones de dólares a 74 500 millones, un 26,3 % más que el año anterior.
Durante 2008, Carlos Slim se situaba como el segundo hombre más rico del mundo, después de Bill Gates. Sin embargo, el mismo artículo de la revista Forbes dice que «la fortuna de Slim está en controversia, ya que ha logrado amasarla en un país donde el ingreso per cápita es de 10,300 dólares por año (USD) y además el 46.2 por ciento de la población vive en pobreza en el año 2015.

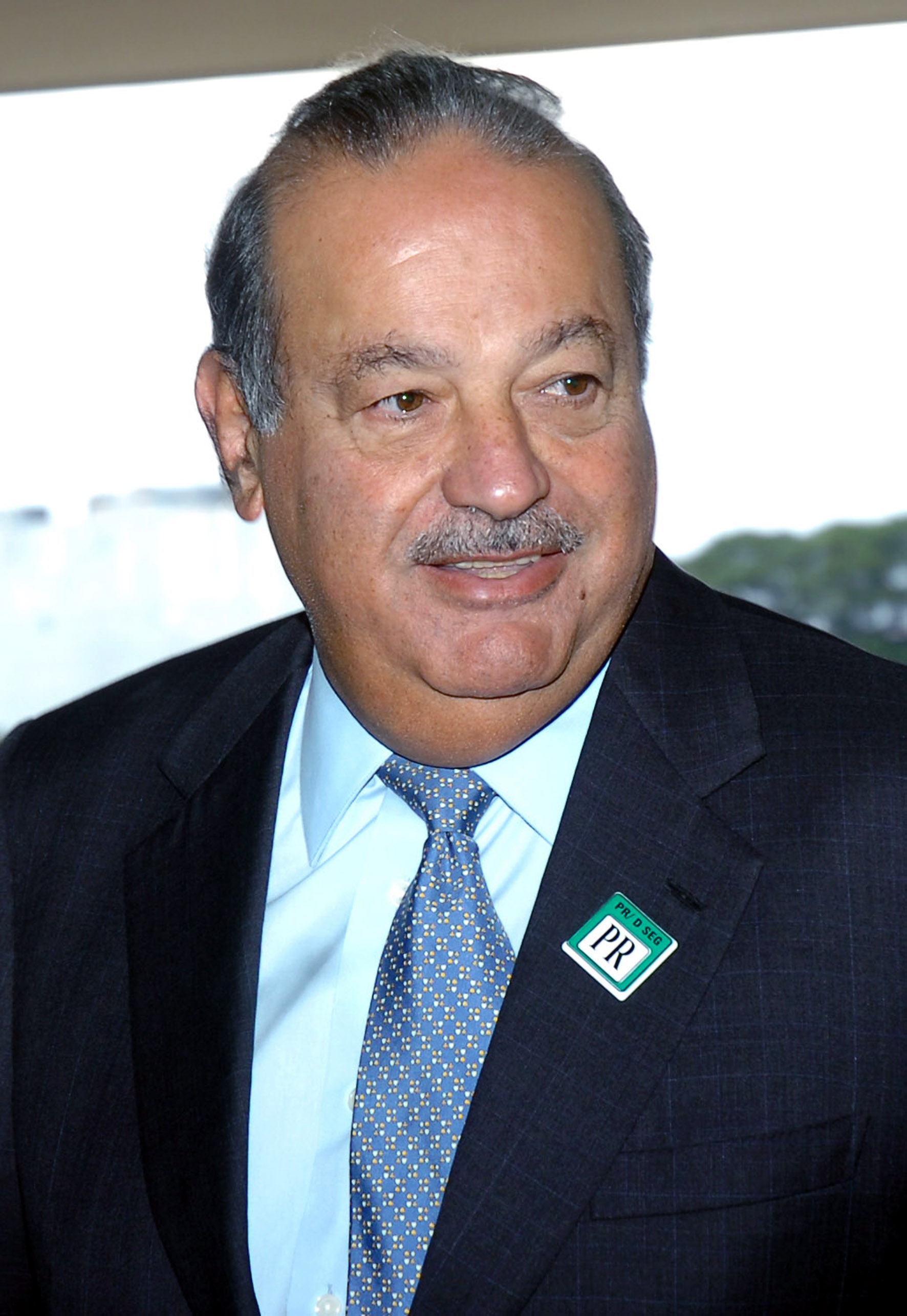
Carlos Slim en 2007

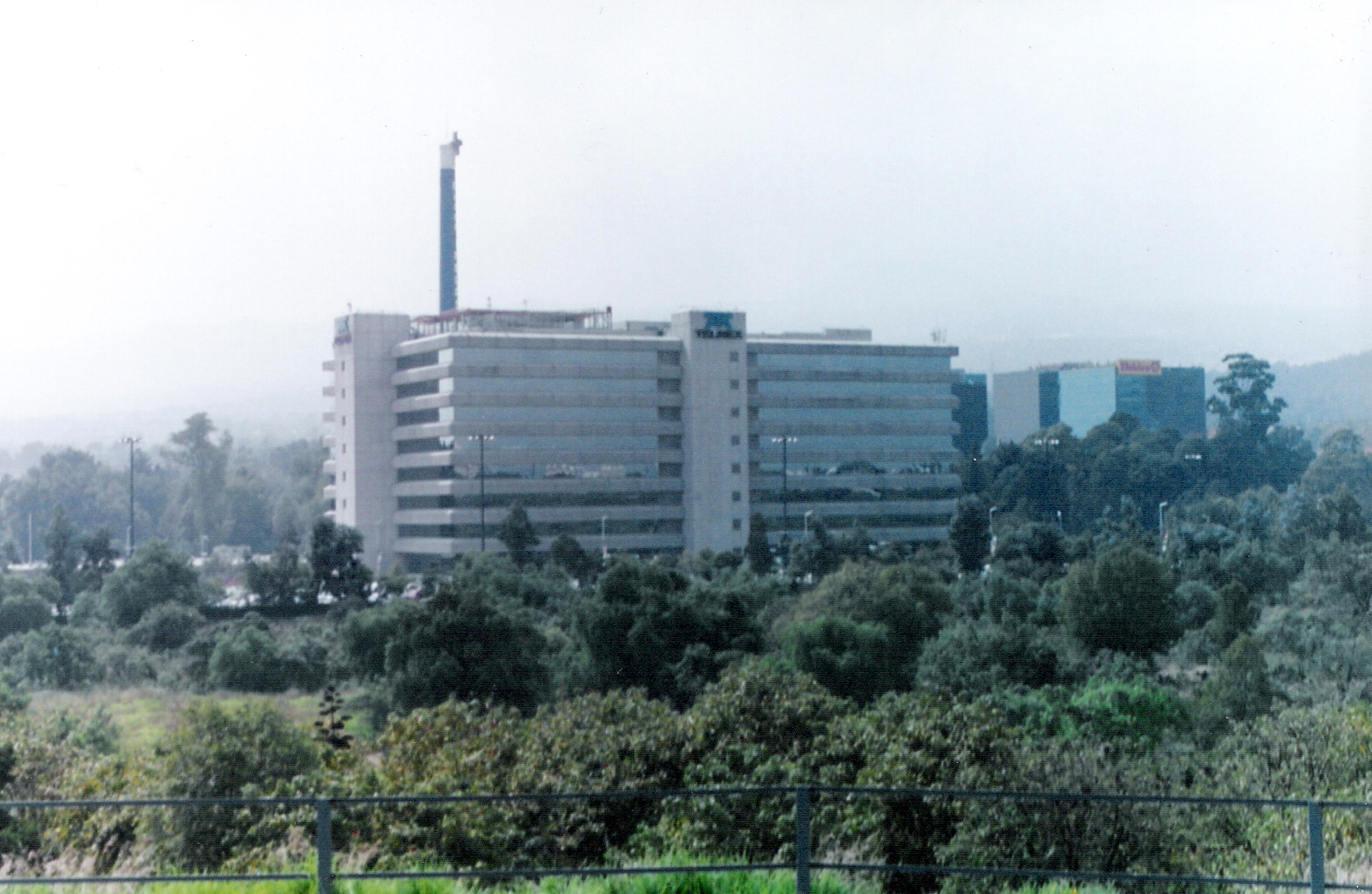
Edificio de Telmex en la Ciudad de México, ubicado al lado de la reserva ecológica de Cuicuilco.

Así es como en este período se realizaron diversas inversiones y adquisiciones, entre las cuales destaca Cigatam (Philip Morris México), fabricante de los cigarros Marlboro. Esta adquisición resultó ser la primera y más importante, dado el flujo de efectivo que tenía y que permitió al grupo contar con suficiente liquidez para aprovechar las oportunidades que se estaban dando, ampliando así la compra de importantes compañías, entre ellas: Hulera El Centenario, Bimex, Hoteles Calinda y Reynolds Aluminio. Luego compró el paquete accionario de Seguros de México, y así se conformaría lo que hoy es Grupo Financiero Inbursa, integrado por la Casa de Bolsa Inversora Bursátil, Seguros de México y Fianzas La Guardiana. También compró: Artes Gráficas Unidas, Fábricas de Papel Loreto y Peña Pobre, así como la mayor parte de Sanborns y su filial Denny's. Adquirió también la compañía Minera FRISCO y Empresas Nacobre, así como las empresas de neumáticos Euzkadi y General Tire.
En 1990 adquirió Telmex, junto con France Telecom de Francia y SBC Telecomunicaciones de los Estados Unidos, la única compañía que brindaba servicios de telefonía fija en México (que administraba el Estado hasta ese momento). Carlos Slim Helú compró Telmex durante las privatizaciones del entonces presidente Carlos Salinas de Gortari. La venta se realizó a través de una subasta pública el 9 de diciembre de 1990. Uno de los requisitos determinantes era que la propiedad mayoritaria quedara en manos mexicanas, y es por eso que, entre los grupos con control accionario mexicano, la mayor fue la que encabezaba el Grupo Carso, cuyo socio mayoritario es Carlos Slim. Después de la privatización de Telmex algunas personas comentaron que Slim compró por debajo del precio. El valor de la empresa era de aproximadamente 8500 millones de dólares; Slim e inversionistas pagaron aproximadamente 1700 millones de dólares, debido a que únicamente compraron el 20 por ciento de Telmex.
También es propietario de América Móvil, la cual es un muy buen ejemplo de creación de valor de una compañía, ya que, después de haber tenido 35 000 clientes celulares cuando se privatizó (1990), América Móvil pasó a tener en 2008 más de 170 millones de suscriptores celulares en América Latina. Hoy, América Móvil es el cuarto operador mundial con 170 millones de suscriptores en México y en América Latina, solo superada por China Mobile, Vodafone y China Telecom.
El 12 de marzo de 2007, el periódico El Universal publicó que «la Organización para la Cooperación y el Desarrollo Económico (OCDE) confirmó hoy que las tarifas de la telefonía en México continúan situadas entre las más altas de los treinta países que integran ese organismo internacional. Además, sostuvo que en el país la competencia en el sector es 'insuficiente' porque Teléfonos de México (Telmex), en telefonía fija, y Telcel, en móvil, ambas propiedad del mexicano Carlos Slim, mantienen posiciones claramente dominantes».
Realiza labores filantrópicas, ya sea de forma personal o a través de sus múltiples empresas como son la Fundación Telmex; el Museo Soumaya, de su esposa Soumaya Domit de Slim (fallecida en 1999); el rescate del Centro Histórico de la Ciudad de México (centro histórico del Distrito Federal) y recientemente en la Fundación Alas. Aunque en el caso del rescate del Centro Histórico de la Ciudad de México podría considerarse según algunos autores, un proceso de gentrificación por parte de Slim.
En 2015 ocupó el puesto número 15 de las personas más poderosas del mundo según la revista Forbes. También, fue considerado el segundo hombre más rico del mundo; sin embargo, al finalizar el año tuvo una caída de 22 % convirtiéndose en el millonario con más pérdidas en 2015.
En 2017 se mantuvo en la posición número 1 en el ranking de los 100 empresarios más importantes de México, publicado por la Revista Expansión.
A finales de 2019, la fortuna de Slim lo solía ubicar en el sexto o séptimo puesto entre los hombres más ricos del mundo, pero en marzo de 2020, debido a diferentes factores económicos (entre ellos el tipo de cambio, varios proyectos fallidos y la COVID-19), descendió al duodécimo puesto. En 2023, fue anotado en la lista anual de la revista Forbes como la octava persona más adinerada del mundo. En agosto de 2025, Carlos Slim, según Forbes, cuenta con una fortuna de 98 100 millones de dólares, lo que lo ubica como el decimonoveno hombre más rico del mundo.

## Obras en construcción

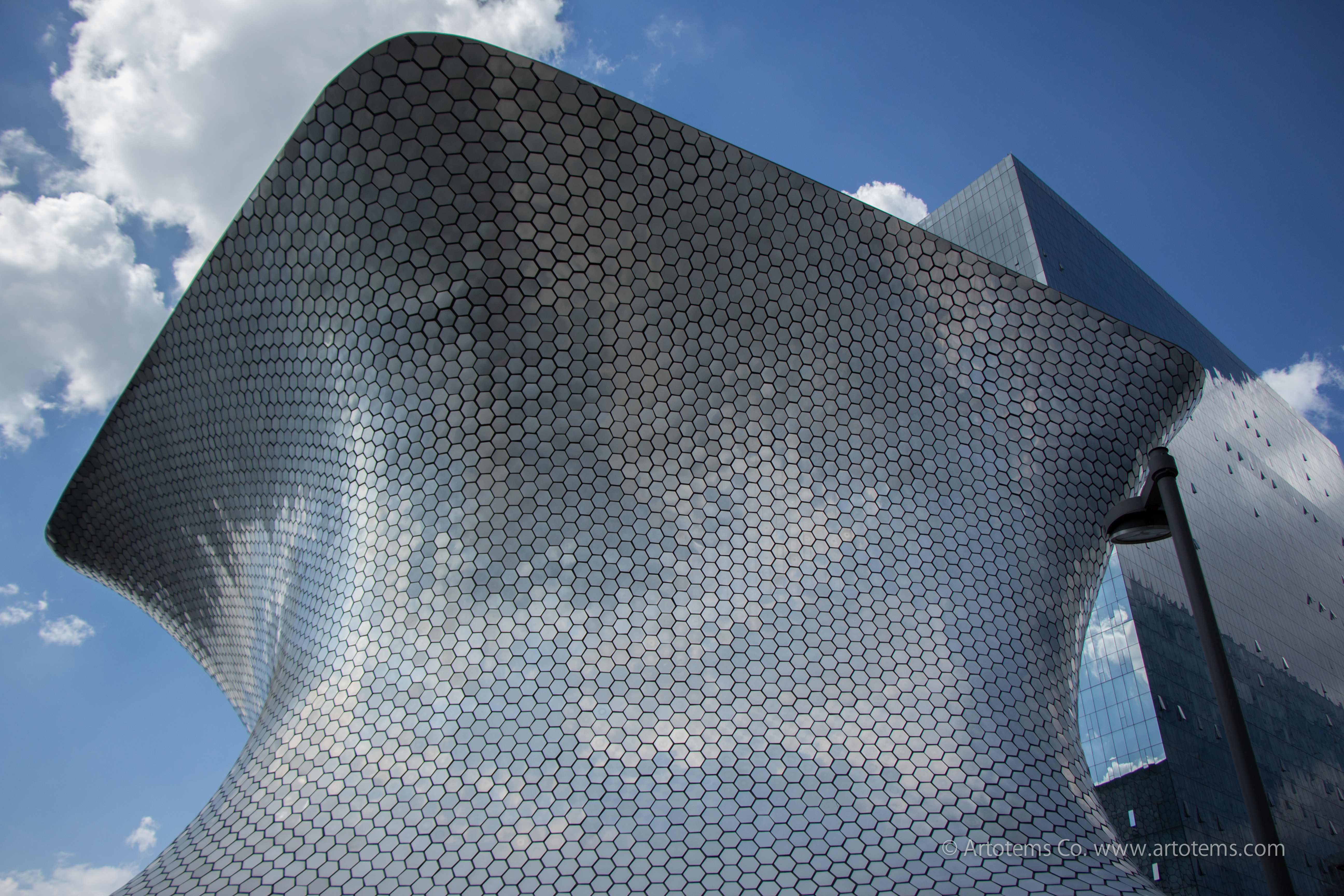
Edificio del Museo Soumaya, en la plaza Carso.

La Plaza Carso consta de oficinas de las empresas de Carlos Slim, un teatro, tiendas y restaurantes como Sanborns, Telcel, y una de las más importantes Saks Fifth Avenue. Ubicada en Ciudad de México, en la Colonia Granada, a un costado de la exclusiva Plaza Antara. Desde 2011 se encuentra abierto el Museo Soumaya en la Plaza Carso, en el que se muestran gratis, obras de arte y esculturas adquiridas por Slim.
Se inauguró la primera etapa de la Plaza Mariana cerca de la Basílica de Guadalupe que incluye un museo, centro de evangelización, columbario para depositar urnas con cenizas de fallecidos, centro de salud, mercado y estacionamiento. La construcción de la Plaza Mariana está siendo donada por Grupo Carso.
También Grupo Carso construyó, en cooperación con el Grupo Arco (un grupo de empresarios yucatecos), un centro comercial en Villahermosa, Tabasco, que se llama Plaza Altabrisa.
En Bogotá Colombia, están construyendo el complejo empresarial Plaza Claro, que consta de oficinas, centro comercial, con salas de cine VIP (únicas en su clase en Colombia), y en su fase futura viviendas, convirtiéndose así en el complejo empresarial más moderno de Sudamérica, aunque según algunos medios colombianos sin cumplir los permisos legales.

## Controversias
El empresario Slim Helú ha sido sujeto durante décadas a críticas a sus prácticas monopólicas y explotación de grandes proyectos de licitación pública. El inicio del imperio del empresario puede trazarse hasta la adquisición y privatización de la entonces empresa paraestatal Teléfonos de México (Telmex), que el presidente Carlos Salinas de Gortari vendió a Carlos Slim, como parte de las políticas implementadas por dicho gobierno.
El empresario mexicano Carlos Slim calificó como “imbéciles” a los ganadores del Premio Nobel de Economía 2024, luego de que estos criticaran la manera en la que el empresario mexicano forjó su fortuna. Según su libro "Por qué fracasan los países", los ganadores del Nobel de Economía acusaron a Slim de incurrir en el “capitalismo de cuates”, además de que no se volvió millonario por poner en marcha proyectos innovadores, sino por negocios bursátiles y al comprar y actualizar a empresas que no eran rentables.
El empresario también es partidario y patrocinador de la organización católica los Legionarios de Cristo. Slim mantuvo muy buena relación con el sacerdote Marcial Maciel y sus negocios, uno de los pederastas más infames y reconocibles dentro de la jerarquía católica.
Carlos Slim también ha sido señalado por el accidente del desplome de la línea 12 del metro de la Ciudad de México en mayo de 2021. Con 27 muertos y 80 heridos, el accidente se posiciona como el más trágico en la historia del sistema de metro de la Ciudad de México. La evidencia de diversos peritajes demostró que el accidente fue causado por la construcción deficiente y negligente del tramo elevado, a cargo de la empresa Carso Infraestructura y Construcción (CICSA), perteneciente al ingeniero civil Carlos Slim. Diversos medios han acusado al gobierno de la ciudad así como al presidente de México de proteger al magnate durante las secuelas, llegando incluso a obstruir las investigaciones de la consultora noruega DNV, que fue comisionada y luego removida por el gobierno de la ciudad para realizar peritajes independientes. En un pacto extralegal con el presidente Andrés Manuel López Obrador, el empresario Slim se comprometió a pagar las reparaciones de la obra e indemnizar a los familiares de las víctimas a cambio de obtener su silencio en los tribunales.
Mientras tanto, la misma constructora subsidiaria de Grupo Carso es parte de los contratos públicos para la construcción del controvertido Tren Maya, uno de los proyectos insignia del gobierno de Andrés Manuel López Obrador.
A través de X (antes Twitter), en enero del 2025, el empresario Elon Musk compartió una publicación donde se acusaba sin prueba alguna al mexicano Carlos Slim de relacionarse con el narcotráfico. Siendo desestimada por el gobierno de México.

## Propiedades
Carlos Slim y su familia cuentan con una participación accionaria mayoritaria en América Móvil, Grupo Carso y Grupo Financiero Inbursa. Estas tres son las empresas de mayor importancia en el portafolio del empresario, debido a su alta capitalización de mercado. Sin embargo, la familia Slim también tiene una participación accionaria significativa en otras empresas, entre ellas:
- Minera Frisco
- Sites
- Telesites
- IDEAL
- FCC
- Realia
- Inmuebles Carso

## Premios y reconocimientos
- En 1985 recibió la Medalla de Honor al Mérito Empresarial de la Cámara Nacional de Comercio de la Ciudad de México.[cita requerida]
- En 2009 la Universidad George Washington le otorgó la Medalla del Presidente.[53]
- En 2011 la institución cultural Hispanic Society of America otorgó a la Fundación Carlos Slim la "Medalla Sorolla" por sus aportes al arte y la cultura.[54][55]
- En 2011, la Copa Telmex ―organizada por Fundación Telmex― recibió por quinto año consecutivo el récord Guinness al torneo amateur con más participantes en el mundo.[56]
- En 2012 recibió el «Doctorado Honoris Causa en Servicio Público» de la Universidad George Washington.[57]
- En 2014 fue galardonado con el Premio Humanitario Starlite 2014 en España.[58]
- En 2014 recibió el Premio Mundial en Telecomunicaciones de parte de la Unión Internacional de Telecomunicaciones.[59]
- En junio de 2017 (29) Ingresa en la Real Academia de la Ingeniería de España.[60]